# The She Devil
The She Devil è un film muto del 1918 diretto da J. Gordon Edwards e interpretato da Theda Bara e Alan Roscoe. Ḕ l'ultimo film della coppia artistica formata dai due attori che, fino a quel momento, avevano girato insieme sei pellicole, a cominciare da Camille del 1917.
La pellicola è considerata perduta.

## Trama
In un villaggio spagnolo, la bella e fiera Lolette è oggetto delle attenzioni di tutti gli uomini del posto. Uno dei più ardenti tra i suoi corteggiatori è un bandito chiamato Tigre. Ma Lolette gli preferisce Maurice, un pittore francese che la prende come modella. Quando questi decide di ritornare in Francia, Lolette gli chiede di portarla con sé, ma lui rifiuta. Allora la ragazza accetta dal Tigre dei gioielli rubati che le servono per il viaggio verso Parigi, dove è intenzionata a ritrovare Maurice. Nella capitale, Maurice, ispirato dalla bellezza della giovane spagnola, conquista il mondo artistico con i suoi quadri.
Anche Lolette incontra il successo sul palcoscenico, esibendosi come ballerina e accettando del denaro in anticipo da più di un impresario. Temendo che possa essere arrestata, Maurice la riporta in Spagna, ma la carrozza dove i due viaggiano viene attaccata dal Tigre e loro presi prigionieri. In onore della ragazza, viene organizzata una festa durante la quale Lolette riesce a far ubriacare il bandito. Libera così Maurice e i due amanti possono fuggire insieme.

## Produzione
Il film fu prodotto dalla Fox Film Corporation.

## Distribuzione
Distribuito dalla Fox Film Corporation, uscì nelle sale USA il 10 novembre 1918.